# NIHON GAKKO
座標: 南緯25度20分34.84秒 西経57度34分45.76秒 / 南緯25.3430111度 西経57.5793778度
NIHON GAKKO（日本学校）は、パラグアイの首都アスンシオンの郊外、フェルナンド・デ・ラ・モラ市にある私立の一貫教育の共学校である。
国費留学生として日本に滞在し、日本の教育を体験したエルメリンダ・アルヴァレンガ（Prof. Dra. Hermelinda Alvarenga de Ortega）が、夫のディオニシオ・オルテガ（Dr. Dionisio Ortega）とともに創設した学校である。幼稚園から大学（Universidad）までの一貫教育を行っている。
通学生の95%以上がパラグアイ人であり、日系人や国際協力機構（JICA）のボランティア等の日本から赴任した教師の協力を得ながら、日本語や生け花、茶道、空手といった日本文化に関する授業をカリキュラムに取り入れた教育を行っている。全校生徒数は、幼稚園から大学まで合わせて約2600人（2015年11月現在）。

## 沿革
- 1993年3月3日 - パラグアイ教育省から初等教育、準初等教育として認可される[6]。
- 1993年3月8日 - 開校。
- 2006年11月3日 - 秋篠宮文仁親王が訪問[7]。

## 部活動
- 日本語部
- 日本のPOPダンス部
- 茶道部
- 華道部
- マンガ研究部